# Rhitymna verruca
Rhitymna verruca är en spindelart som först beskrevs av Wang 1991.  Rhitymna verruca ingår i släktet Rhitymna och familjen jättekrabbspindlar. Inga underarter finns listade i Catalogue of Life.